# Irazú
L'Irazú és un volcà situat a Costa Rica, a la seva serralada volcànica central, i és el centre del parc nacional que duu el seu nom: el Parc Nacional Volcà Irazú, el qual es troba a uns 30 km de la ciutat costa-riquenya de Cartago.
El 1569 a la seva falda s'ubicava un poble indígena anomenat Istarú, el qual amb el pas del tems es creu que el nom va ser deformant fins al que avui coneixem com a Irazú. També és possible que el seu nom sigui basc, ja que la paraula Irazú significa en aquest idioma "lloc de falgueres", i en les faldes del volcà es donen amb facilitat les falgueres d'alçada. A més, l'ús nom Irazú és relativament recent, i no es troba esmentat en els documents dels segles xvi i xvii, època en què el volcà rebia el nom de Cartago.
Té 3.432 metres d'altitud i la seva forma és irregularment subcònica.
Ha entrat en erupció amb freqüència al llarg dels temps històrics, fins a 23 vegades des de la seva primera erupció registrada el 1723. L'erupció més recent va començar el 1963 i va seguir fins al 1965. Com a anècdota es pot dir que va començar just el dia que el President dels EUA John F. Kennedy començava una visita oficial a Costa Rica, i va cobrir la capital del país, San José, i la major part de les terres altes centrals de Costa Rica amb cendres.
Des de l'erupció de 1963, el volcà ha estat inactiu, tot i que els freqüents terratrèmols proven que el magma encara és en moviment sota el volcà. El 1994 es va produir una petita erupció freàtica, causada per les abundants pluges que van desestabilitzar el vessant del volcà, causant una descompressió ràpida del sistema hidro termal.
El volcà té diversos cràters, un dels quals conté un llac verd de profunditat variable. És el volcà actiu més alt de Costa Rica. És fàcil visitar des de San José, a través d'un camí directe fins als cràters del cim i un servei diari d'autobús que també hi va. És un punt turístic molt popular.
Des del seu cim i durant un dia clar, és possible veure ambdós oceans, l'Atlàntic i el Pacífic. Malgrat tot són ben pocs els dies clars al cim, ja que la major part del temps roman cobert de núvols.